# Scottish Professional Championship 1988
Die Swish Scottish Professional Championship 1988 war ein professionelles Snookerturnier ohne Einfluss auf die Snookerweltrangliste (Non-ranking-Turnier), das vom 11. bis zum 14. Februar 1988 im Rahmen der Saison 1987/88 in Marco’s Leisure Centre im schottischen Edinburgh als nationale Profimeisterschaft Schottlands stattfand. Sieger wurde der aufstrebende Stephen Hendry, der im Finale gegen Murdo MacLeod seinen dritten Turniertitel gewann. Mit einem 106er-Break spielte er auch das höchste Break des Turnieres.

## Preisgeld
Mit dem Unternehmen Swish hatte das Turnier erneut einen Sponsor. Zusätzlich wurde es auch von der World Professional Billiards & Snooker Association mit je 1.000 Pfund Sterling je Teilnehmer unterstützt. So konnten insgesamt 25.000 Pfund Sterling ausgeschüttet werden, von denen mehr als ein Drittel bereits auf den Sieger entfielen.
|                 | Preisgeld |
| --------------- | --------- |
| Sieger          | 9.000 £   |
| Finalist        | 4.500 £   |
| Halbfinalist    | 2.250 £   |
| Viertelfinalist | 1.250 £   |
| Runde 1         | 750 £     |
| Höchstes Break  | 1.250 £   |
| Insgesamt       | 25.000 £  |

## Turnierverlauf
Es nahmen alle neun damaligen schottischen Profispieler teil. Der Turniersieger wurde im K.-o.-System ermittelt. Um auf eine runde Teilnehmerzahl zu kommen, begannen zwei Spieler mit einem Erstrundenspiel, dessen Sieger im Viertelfinale die übrigen sieben Teilnehmer ergänzte. Ab dann wurde strikt im K.-o.-System mit allen Teilnehmern weitergespielt. Alle Spiele fanden im Modus Best of 11 Frames statt, nur das Endspiel wurde im Modus Best of 19 Frames ausgetragen. Die Halbfinalspiele und das Endspiel wurden im Fernsehen übertragen.
Das Erstrundenspiel zwischen Bert Demarco und Eddie McLaughlin, den beiden schlechtesten schottischen Profispielern auf der Weltrangliste, gewann Demarco für sich, dem auch der gastgebende Club in Edinburgh gehörte. Neben ihm schied im anschließenden Viertelfinale unter anderem auch der vormalige Sieger Eddie Sinclair aus. Das Finale erreichten schließlich Vorjahressieger Stephen Hendry, der einen dritten Titel anstrebte, und Murdo MacLeod. Da er bereits drei Titel gewonnen hatte, hätte ein vierter Teil für MacLeod bedeutet, dass er mit Rekordsieger Harry Stokes gleichgezogen wäre.
|  | Erste Runde Best of 11 Frames | Erste Runde Best of 11 Frames |   |                | Viertelfinale Best of 11 Frames | Viertelfinale Best of 11 Frames |                |    | Halbfinale Best of 11 Frames | Halbfinale Best of 11 Frames |  |  | Finale Best of 19 Frames | Finale Best of 19 Frames |
|  |                               |                               |   |                |                                 |                                 |                |    |                              |                              |  |  |                          |                          |
|  | Eddie McLaughlin              | 0                             |   |                | Stephen Hendry                  | 6                               |                |    |                              |                              |  |  |                          |                          |
|  | Bert Demarco                  | 6                             |   |                | Bert Demarco                    | 0                               |                |    |                              |                              |  |  |                          |                          |
|  | Bert Demarco                  | 6                             |   | Stephen Hendry | Bert Demarco                    | 0                               | 6              |    |                              |                              |  |  |                          |                          |
|  |                               |                               |   |                |                                 |                                 | 6              |    |                              |                              |  |  |                          |                          |
|  |                               | Matt Gibson                   | 1 |                |                                 |                                 |                |    |                              |                              |  |  |                          |                          |
|  |                               | Matt Gibson                   | 1 |                |                                 |                                 | Matt Gibson    | 6  |                              |                              |  |  |                          |                          |
|  |                               |                               |   |                |                                 |                                 | Matt Gibson    | 6  |                              |                              |  |  |                          |                          |
|  |                               |                               |   |                | Ian Black                       | 2                               |                |    |                              |                              |  |  |                          |                          |
|  |                               |                               |   |                | Ian Black                       | 2                               | Stephen Hendry | 10 |                              |                              |  |  |                          |                          |
|  |                               |                               |   |                |                                 |                                 |                |    |                              |                              |  |  |                          |                          |
|  |                               | Murdo MacLeod                 | 4 |                |                                 |                                 |                |    |                              |                              |  |  |                          |                          |
|  |                               | Murdo MacLeod                 | 4 |                |                                 |                                 | Murdo MacLeod  | 6  |                              |                              |  |  |                          |                          |
|  |                               |                               |   |                |                                 |                                 | Murdo MacLeod  | 6  |                              |                              |  |  |                          |                          |
|  |                               |                               |   |                | Jim Donnelly                    | 5                               |                |    |                              |                              |  |  |                          |                          |
|  |                               | Murdo MacLeod                 | 6 |                | Jim Donnelly                    | 5                               |                |    |                              |                              |  |  |                          |                          |
|  |                               |                               |   |                |                                 |                                 |                |    |                              |                              |  |  |                          |                          |
|  |                               | John Rea                      | 5 |                |                                 |                                 |                |    |                              |                              |  |  |                          |                          |
|  |                               | John Rea                      | 5 |                |                                 |                                 | John Rea       | 6  |                              |                              |  |  |                          |                          |
|  |                               |                               |   |                |                                 |                                 |                | 6  |                              |                              |  |  |                          |                          |
|  |                               |                               |   |                | Eddie Sinclair                  | 5                               |                |    |                              |                              |  |  |                          |                          |

### Finale
Hendry prägte das Finale merklich. Zunächst ging er mit 5:0 in Führung, woraufhin MacLeod sogar noch auf 6:4 verkürzen konnte. Doch dann dominierte wieder Hendry das Spielgeschehen und er gewann die folgenden vier Frames in Folge. Am Ende stand ein 10:4-Sieg des aufstrebenden Talents. Sein dritter Titel war bei der Scottish Professional Championship auch sein letzter.
| Finale: Best of 19 Frames Schiedsrichter/in: Lawrie Annandale Marco’s Leisure Centre, Edinburgh, Schottland, 14. Februar 1988                        |                |               |
| Stephen Hendry | 10:4           | Murdo MacLeod |
| 57:39, 73:40 (55), 77:50 (H. 71, M. 50), 50:44, 80:32 (80), 58:80 (M. 53), 23:56, 108:17 (57, 51), 24:78, 20:72 (71), 79:2, 106:0 (106), 67:33, 52:8 |                |               |
| 106 | Höchstes Break | 71            |
| 1 | Century-Breaks | –             |
| 6 | 50+-Breaks     | 3             |

## Century Break
Beide Finalisten spielten im Verlaufe des Turnieres je ein Century Break:
- Stephen Hendry: 106
- Murdo MacLeod: 100